# Giuseppe Cancelliere
Giuseppe Cancelliere (Palermo, 9 maggio 1889 – Palermo, 24 aprile 1959) è stato uno scacchista italiano.

## Biografia
Professore di matematica, attivo a Palermo (1903; 1906; 1908; 1910-11; 1913-15; 1919-24; 1927; 1932; 1946; 1951), Viareggio (17-29 agosto 1921), Napoli (30 aprile 1923), Trieste (30 agosto-11 settembre 1923). Conseguì il titolo di Maestro, classificandosi al 3º posto ex aequo al 1º campionato italiano di Viareggio (1921). Campione siciliano (1924). Giocatore per corrispondenza (1919). Problemista e solutore di problemi. Socio dell'Unione Scacchistica Italiana (1908; 1910-11). Fu tra i fondatori della «Società Scacchistica» palermitana (1912) poi chiamata «Accademia Scacchistica Palermitana» (1913) di cui fu presidente (1920-21). Redattore della rubrica Problemi su L'Eco degli Scacchi (1913) e collaboratore (1916; 1918). Fondatore, direttore responsabile e redattore de L'Alfiere di Re (1921-26). Socio fondatore e presidente della sezione scacchi del «Circolo della Stampa» di Palermo (1946) ribattezzata «Accademia Scacchistica Palermitana».